# کاتلی سینگ موراوتز
کاتلین سینج موراوتز (انگلیسی: Cathleen Synge Morawetz؛ زادهٔ ۵ مهٔ ۱۹۲۳ - درگذشته ۸ اوت ۲۰۱۷) ریاضی‌دان کانادایی، فعّال در نظریّهٔ معادلات ِ دیفرانسیل ِ جزئی بود.
وی برنده جوایزی همچون کمک هزینه گوگنهایم شده است.